# Fear Street

Logo der Reihe

Fear Street ist der Titel einer Reihe von Jugendbüchern des US-amerikanischen Schriftstellers R. L. Stine. Die Romane und Hörbücher, meist den Genres Horror/Thriller/Krimi zugeordnet, spielen meistens in der fiktiven amerikanischen Stadt Shadyside und handeln von Jugendlichen, die in der Fear Street wohnen oder Freunde haben, die dort leben. 

## Buchreihe und Hörbücher
Ein Merkmal der Geschichten ist, dass sie meistens von Gruppen Jugendlicher handeln, es aber nur eine wirkliche Protagonistin oder einen Protagonisten gibt. Im Laufe der Handlung sterben oft Freunde oder Bekannte, aber nicht die Hauptperson selbst. Bis heute wurden weltweit rund 80 Millionen Bände verkauft, womit Fear Street zu den erfolgreichsten Buchreihen für junge Erwachsene zählt.
Der erste Band der Reihe erschien 1989 mit The New Girl. Seitdem sind rund 160 Bücher in original englischer Ausgabe erschienen, bis jetzt wurden 82 ins Deutsche übersetzt (Stand: 2013). Verlegt wurden die deutschen Ausgaben im Loewe Verlag. Die Romane wurden dabei von diversen Lektoren übersetzt, am häufigsten von Johanna Ellsworth und Sabine Tandetzke. Im Laufe der Zeit verlegte der Verlag einige Geschichten unter verschiedenen Titeln, die in der nachfolgenden Liste angeführt sind.
Im englischen Original erschienen neben der klassischen Fear-Street-Reihe mit 51 Bänden auch zahlreiche Bände in anderen „Nebenreihen“, darunter New Fear Street, Fear Street Super Chiller, Fear Street Sagas oder Fear Street Seniors. Eine weitere stellt die Reihe „Fear Street Geisterstunde“ dar, im Original Ghosts of Fear Street. Im Unterschied zur eigentlichen Fear Street-Reihe kommen darin vermehrt übersinnliche Figuren wie Geister und Monster vor (Fantasy-Horror). Die meisten Bücher der Geisterstunde-Reihe wurden außerdem nicht von Stine selbst verfasst, sondern von anderen Autoren. So wird auch auf den ersten Seiten des Buches angegeben, erzählt von... ähnlich wie in den Büchern der Drei ???.
Seit 2008 sind auch Fear Street-Hörbücher erhältlich. Bislang veröffentlichte Europa die Folgen Risiko - Es war doch nur ein Spiel, sowie Die Mutprobe - Wenn das Grauen wahr wird, Falsch verbunden - Der Mörder ist am Telefon und Mörderische Krallen - Der Tod kommt auf leisen Pfoten. Die Hörbücher werden bei dem Hörspielverlag Lausch – Phantastische Hörspiele produziert.
Außerdem hat Netflix eine gleichnamige Filmtrilogie zu Fear Street produziert. Teil 1 erschien am 2. Juli 2021, die zwei anderen Teile jeweils eine, respektive zwei Wochen später.

## Einzelbände
Die folgende Tabelle listet sämtliche Fear-Street-Titel, die in original US-amerikanischer Auflage erschienen sind. Des Weiteren ist die jeweilige „Unterreihe“ angegeben (z. B. Fear Street Sagas), innerhalb derer der jeweilige Titel erschien, sowie das Erscheinungsjahr. Zusätzlich angeführt sind die Titel der deutschen Übersetzungen (wenn vorhanden) sowie deren Erscheinungsjahr und etwaige Neuauflagen-Titel. Bei Ghosts of Fear Street ist zu beachten, dass einige Bände im deutschsprachigen Raum vormals in der Reihe Schattenwelt unter anderen Titeln herausgegeben wurden. Später übersetzte Titel erschienen erst in der Fear Street Geisterstunde. Für eine Auflistung der Schattenwelt-Bände siehe R. L. Stine#Buchreihen.

### Fear Street
| Nummer | Deutscher Titel                                               | Erschienen (Jahr) | Originaltitel                    | Erschienen (Jahr) |
| ------ | ------------------------------------------------------------- | ----------------- | -------------------------------- | ----------------- |
| 1      | Teuflische Schönheit Wenn Liebe zum Verhängnis wird           | 2011              | The New Girl                     | 1989              |
| 2      | Schuldig Der Mörder feiert mit                                | 2003              | The Surprise Party               | 1989              |
| 3      | Der Augenzeuge Ich weiß, was du getan hast                    | 2000              | The Overnight                    | 1989              |
| 4      | Ohne jede Spur Ein wortloser Abschied                         | 1999              | Missing                          | 1990              |
| 5      | Falsch verbunden Der Mörder ist am Telefon                    | 2001              | The Wrong Number                 | 1990              |
| 6      | Die Schlafwandlerin Wenn Albträume wahr werden                | 1997              | The Sleepwalker                  | 1990              |
| 7      | Eiskalter Hass Er kommt dich holen                            | 2009              | Haunted                          | 1990              |
| 8      | Halloween Eine verhängnisvolle Einladung                      | 1999              | Halloween Party                  | 1990              |
| 8      | Rachsüchtig Warum tust du mir das an?                         | 2004              | Halloween Party                  | 1990              |
| 9      | Die Stiefschwester Wie gefährlich ist Jessie?                 | 1998              | The Stepsister                   | 1990              |
| 10     | Eingeschlossen Denn du bewegst dich auf dünnem Eis            | 2003              | Ski Weekend                      | 1991              |
| 11     | Brandnarben Gefährliches Spiel mit dem Feuer                  | 1997              | The Fire Game                    | 1991              |
| 12     | Das Camp Unheimlich schöne Ferien                             | 1999              | Lights Out                       | 1991              |
| 13     | Die Mitbewohnerin Tür an Tür mit dem Tod                      | 2010              | The Secret Bedroom               | 1991              |
| 14     | Das Skalpell Laurie weiß zu viel                              | 1999              | The Knife                        | 1992              |
| 15     | Mörderischer Tanz Hinter dem Vorhang lauert der Tod           | 2013              | The Prom Queen                   | 1992              |
| 16     | Ahnungslos Eine Verabredung mit Folgen                        | 2001              | First Date                       | 1992              |
| 17     | Tödliche Lüge Nur ich kenne dein Geheimnis                    | 2007              | The Best Friend                  | 1992              |
| 18     | Prüfungsangst Nur ein kleiner Betrug                          | 1998              | The Cheater                      | 1993              |
| 19     | Sonnenbrand Ein fast perfekter Mord                           | 1997              | Sunburn                          | 1993              |
| 19     | Die Todesklippe Eine Mutprobe zu viel                         | 2005              | Sunburn                          | 1993              |
| 20     | Tödlicher Beweis Du bist ihm ausgeliefert                     | 2005              | The New Boy                      | 1994              |
| 21     | Die Wette Zu hoch gepokert                                    | 2004              | The Dare                         | 1994              |
| 22     | Mordnacht Dein Albtraum wird wahr                             | 2007              | Bad Dreams                       | 1994              |
| 23     | Der Aufreißer Doppelspiel mit Zwillingen                      | 1997              | Double Date                      | 1994              |
| 24     | Die Mutprobe Wenn das Grauen wahr wird                        | 2004              | The Thrill Club                  | 1994              |
| 25     | Der Ferienjob Ein rabenschwarzer Sommer                       | 1998              | One Evil Summer                  | 1994              |
| 26     | Der silberne Dolch Ellie hat das zweite Gesicht               | 1997              | The Mind Reader                  | 1994              |
| 27     | Die Falle Denn Rache ist süß                                  | 2005              | Wrong Number 2                   | 1995              |
| 28     | Zugeschneit Rote Tinte auf weißem Schnee                      | 1997              | Truth or Dare                    | 1995              |
| 28     | Das Geständnis Denn der Mörder ist unter uns                  | 2005              | Truth or Dare                    | 1995              |
| 29     | Teufelskreis Es gibt kein Entkommen                           | 2001              | Dead End                         | 1995              |
| 30     | Schulschluss Diese Klasse wird deine letzte sein              | 2002              | Final Grade                      | 1995              |
| 31     | Risiko Es war doch nur ein Spiel                              | 2001              | Switched                         | 1995              |
| 32     | Im Visier Sieh dich nicht um                                  | 2005              | College Weekend                  | 1995              |
| 33     | Besessen Denn Geschwisterliebe kann töten                     | 2001              | The Stepsister 2                 | 1995              |
| 34     | Tödlicher Tratsch Wenn Neugier zum Verhängnis wird            | 1997              | What Holly Heard                 | 1996              |
| 35     | Ausgelöscht Denn Erinnerung kann töten                        | 2000              | The Face                         | 1996              |
| 36     | Lampenfieber Die Angst spielt immer mit                       | 2000              | Secret Admirer                   | 1996              |
| 37     | Mörderische Verabredung Dieses Treffen wird dein letztes sein | 2005              | The Perfect Date                 | 1996              |
| 38     | Mord im Mai Das Unheil kommt auf leisen Rollen                | 1997              | The Confession                   | 1996              |
| 38     | Der Angeber Denn Hochmut kommt vor dem Fall                   | 2005              | The Confession                   | 1996              |
| 39     | Tödliche Liebschaften Denn der Schein ist trügerisch          | 2003              | The Boy Next Door                | 1996              |
| 40     | -                                                             | -                 | Night Games                      | 1996              |
| 41     | Die Tramperin Niemand weiß, woher sie kommt                   | 1998              | Runaway                          | 1997              |
| 42     | Eifersucht Nur eine kann gewinnen                             | 2001              | Killer's Kiss                    | 1997              |
| 43     | Der Sturm Wenn es keinen Ausweg gibt                          | 2004              | All-Night Party                  | 1997              |
| 44     | Mörderische Gier Bei Geld hört Freundschaft auf               | 2000              | The Rich Girl                    | 1997              |
| 45     | Mörderische Krallen Der Tod kommt auf leisen Pfoten           | 2002              | Cat                              | 1997              |
| 46     | -                                                             | -                 | Fear Hall: The Beginning         | 1997              |
| 47     | Spiegelbild der Rache Trau nicht einmal dir selbst            | 2013              | Fear Hall: The Conclusion        | 1997              |
| 48     | Der Filmstar Ihr Tod stand nicht im Drehbuch                  | 2010              | Who Killed The Homecoming Queen? | 1997              |
| 49     | -                                                             | -                 | Into The Dark                    | 1997              |
| 50     | Teuflische Freundin Du entkommst ihr nicht                    | 2009              | Best Friend 2                    | 1997              |
| 51     | Die Todesparty Der Mörder lädt zum Tanz                       | 2011              | Trapped                          | 1997              |

### New Fear Street
Nachdem der letzte konventionelle Fear-Street-Band 1997 erschienen war, wurden 1999 vier neue Bände unter dem Label New Fear Street veröffentlicht, die sich von den Spinoffs unterscheiden sollte.
| Nummer | Deutscher Titel                         | Erschienen (Jahr) | Originaltitel             | Erschienen (Jahr) |
| ------ | --------------------------------------- | ----------------- | ------------------------- | ----------------- |
| 52     | -                                       | -                 | The Stepbrother           | 1999              |
| 53     | -                                       | -                 | Camp Out                  | 1999              |
| 54     | Das Todeslos Dann waren's nur noch drei | 2013              | Scream, Jennifer, Scream! | 1999              |
| 55     | -                                       | -                 | The Bad Girl              | 1999              |

### Fear Street Relaunch / A Fear Street Novel
Zwischen 2014 und 2017 wurde die Fear-Street-Reihe fortgesetzt.
| Nummer | Deutscher Titel | Erschienen (Jahr) | Originaltitel          | Erschienen (Jahr) |
| ------ | --------------- | ----------------- | ---------------------- | ----------------- |
| 1      | -               | -                 | Party Games            | 2014              |
| 2      | -               | -                 | Don't Stay Up Late     | 2015              |
| 3      | -               | -                 | The Lost Girl          | 2015              |
| 4      | -               | -                 | Can You Keep a Secret? | 2016              |
| 5      | -               | -                 | The Dead Boyfriend     | 2016              |
| 6      | -               | -                 | Give Me a K-I-L-L      | 2017              |

### Return to Fear Street
Mit Return to Fear Street wird die Hauptreihe seit 2018 wieder fortgesetzt.
| Nummer | Deutscher Titel | Erschienen (Jahr) | Originaltitel              | Erschienen (Jahr) |
| ------ | --------------- | ----------------- | -------------------------- | ----------------- |
| 1      | -               | -                 | You May Now Kill the Bride | 2018              |
| 2      | -               | -                 | The Wrong Girl             | 2018              |
| 3      | -               | -                 | Drop Dead Gorgeous         | 2019              |

### Fear Street Super Chiller
Zwischen 1991 und 1998 erschienen 13 Bücher unter dem Label Fear Street Super Chiller. Diese unterscheiden sich nicht besonders von den Titeln der Hauptreihe; sie sind aber umfangreicher und sind in Abschnitte unterteilt. Außerdem spielt die Handlung oft an Feiertagen.
| Nummer | Deutscher Titel                                         | Erschienen (Jahr) | Originaltitel                 | Erschienen (Jahr) |
| ------ | ------------------------------------------------------- | ----------------- | ----------------------------- | ----------------- |
| 1      | Jagdfieber Denn er weiß nicht, was er tut               | 2003              | Party Summer                  | 1991              |
| 2      | Racheengel Du sollst mich fürchten                      | 2002              | Silent Night                  | 1991              |
| 3      | Blutiger Kuss Die Liebe deines Lebens ist der Tod       | 2011              | Goodnight Kiss                | 1992              |
| 4      | Tödliche Botschaft In Liebe, dein Mörder                | 2008              | Broken Hearts                 | 1993              |
| 5      | Eiskalte Erpressung Denn es gibt kein Entkommen         | 2006              | Silent Night 2                | 1993              |
| 6      | Das Verhängnis Stille Wasser sind tief                  | 2002              | The Dead Lifeguard            | 1994              |
| 7      | -                                                       | -                 | Cheerleaders: The New Evil    | 1994/95           |
| 8      | Mondsüchtig Wenn die Nacht zum Verhängnis wird          | 2004              | Bad Moonlight                 | 1995              |
| 9      | -                                                       | -                 | The New Year's Party          | 1995              |
| 10     | Eiskalte Vergeltung Dieser Kuss wird dein letzter sein  | 2012              | Goodnight Kiss 2              | 1996              |
| 11     | Blutiges Casting Dieser Auftritt wird dein letzter sein | 2008              | Silent Night 3                | 1996              |
| 12     | -                                                       | -                 | High Tide                     | 1996/97           |
| 13     | -                                                       | -                 | Cheerleaders: The Evil Lives! | 1998              |

### Fear Street Cheerleaders
Mit Fear Street Cheerleaders erschien 1992 eine Spinoff-Trilogie. Zwei weitere Bände wurden später im Rahmen von Fear Street Super Chiller veröffentlicht.
| Nummer | Deutscher Titel | Erschienen (Jahr) | Originaltitel   | Erschienen (Jahr) |
| ------ | --------------- | ----------------- | --------------- | ----------------- |
| 1      | -               | -                 | The First Evil  | 1992              |
| 2      | -               | -                 | The Second Evil | 1992              |
| 3      | -               | -                 | The Third Evil  | 1992              |

### Fear Street Seniors
Fear Street Seniors ist ein Spinoff der Unterreihe Fear Street Super Chillers. Die Handlung konzentriert sich auf Schüler eines Abschlussjahrgang (eng. Seniors). Jeder Teil enthält ein Klassenfoto, auf dem in den vorigen Bänden verstorbene Schüler mit einem Kreuz markiert sind.
| Nummer | Deutscher Titel | Erschienen (Jahr) | Originaltitel          | Erschienen (Jahr) |
| ------ | --------------- | ----------------- | ---------------------- | ----------------- |
| 1      |                 |                   | Let's Party!           | 1998              |
| 2      |                 |                   | In Too Deep            | 1998              |
| 3      |                 |                   | The Thirst             | 1998              |
| 4      |                 |                   | No Answer              | 1998              |
| 5      |                 |                   | Last Chance            | 1998              |
| 6      |                 |                   | The Gift               | 1998              |
| 7      |                 |                   | Fight Team, Fight!     | 1998              |
| 8      |                 |                   | Sweetheart, Evil Heart | 1998              |
| 9      |                 |                   | Spring Break           | 1999              |
| 10     |                 |                   | Wicked                 | 1999              |
| 11     |                 |                   | The Prom Date          | 1999              |
| 12     |                 |                   | Graduation Day         | 1999              |

### The Fear Street Saga
1993 erschien mit The Fear Street Saga eine Prequel-Trilogie zur Hauptreihe. Diese Trilogie wurde 1996 mit Fear Street Sagas fortgesetzt.
| Nummer | Deutscher Titel | Erschienen (Jahr) | Originaltitel | Erschienen (Jahr) |
| ------ | --------------- | ----------------- | ------------- | ----------------- |
| 1      |                 |                   | The Betrayal  | 1993              |
| 2      |                 |                   | The Secret    | 1993              |
| 3      |                 |                   | The Burning   | 1993              |

### Fear Street Sagas
Fear Street Sagas setzt die Prequel-Trilogie The Fear Street Saga fort. Diese Bücher handeln meist von einem Mitglied der Fear-Familie. Im Gegensatz zu anderen Titeln sind diese Bücher brutaler und gewalttätiger.
Letztere beide Titel wurden zwar beworben und waren geplant, jedoch wurden sie nie geschrieben und veröffentlicht. Dies bestätigte der Autor auf seiner offiziellen Twitter-Seite.
| Nummer | Deutscher Titel | Erschienen (Jahr) | Originaltitel        | Erschienen (Jahr) |
| ------ | --------------- | ----------------- | -------------------- | ----------------- |
| 1      | Feuerfluch      | 2004              | A New Fear           | 1996              |
| 2      | -               | -                 | House of Whispers    | 1996              |
| 3      | -               | -                 | Forbidden Secrets    | 1996              |
| 4      | -               | -                 | The Sign of Fear     | 1996              |
| 5      | Bruderhass      | 2004              | The Hidden Evil      | 1997              |
| 6      | Todesengel      | 2004              | Daughters of Silence | 1997              |
| 7      | -               | -                 | Children of Fear     | 1997              |
| 8      | -               | -                 | Dance of Death       | 1997              |
| 9      | -               | -                 | Heart of the Hunter  | 1997              |
| 10     | -               | -                 | The Awakening Evil   | 1997              |
| 11     | -               | -                 | Circle of Fire       | 1998              |
| 12     | -               | -                 | Chamber of Fear      | 1998              |
| 13     | -               | -                 | Faces of Terror      | 1998              |
| 14     | -               | -                 | One Last Kiss        | 1998              |
| 15     | -               | -                 | Door of Death        | 1998              |
| 16     | -               | -                 | The Hand of Power    | 1998              |
| 17     | -               | -                 | The Raven Woman      | -                 |
| 18     | -               | -                 | Carousel of Fear     | -                 |

### 99 Fear Street: The House of Evil
99 Fear Street: The House of Evil ist eine weitere Spinoff-Trilogie; sie erschien 1994.
| Nummer | Deutscher Titel | Erschienen (Jahr) | Originaltitel     | Erschienen (Jahr) |
| ------ | --------------- | ----------------- | ----------------- | ----------------- |
| 1      |                 |                   | The First Horror  | 1994              |
| 2      |                 |                   | The Second Horror | 1994              |
| 3      |                 |                   | The Third Horror  | 1994              |

### Fear Street: The Cataluna Chronicles
Die 1995 erschienene Spinoff-Trilogie The Cataluna Chronicles handelt von einem Auto – dem namensgebenden Cataluna.
| Nummer | Deutscher Titel | Erschienen (Jahr) | Originaltitel   | Erschienen (Jahr) |
| ------ | --------------- | ----------------- | --------------- | ----------------- |
| 1      |                 |                   | The Evil Moon   | 1995              |
| 2      |                 |                   | The Dark Secret | 1995              |
| 3      |                 |                   | The Deadly Fire | 1995              |

### Fear Street: Fear Park
| Nummer | Deutscher Titel | Erschienen (Jahr) | Originaltitel      | Erschienen (Jahr) |
| ------ | --------------- | ----------------- | ------------------ | ----------------- |
| 1      |                 |                   | The First Scream   | 1996              |
| 2      |                 |                   | The Loudest Scream | 1996              |
| 3      |                 |                   | The Last Scream    | 1996              |

### Fear Street Nights
Im Jahre 2005 erschien die Spinoff-Trilogie Fear Street Nights. Diese waren die ersten Fear-Street-Bücher die nach einer sechsjährigen Pause erschienen. Erst 2014 erschienen wieder neue Bände.
| Nummer | Deutscher Titel | Erschienen (Jahr) | Originaltitel     | Erschienen (Jahr) |
| ------ | --------------- | ----------------- | ----------------- | ----------------- |
| 1      |                 |                   | Moonlight Secrets | 2005              |
| 2      |                 |                   | Midnight Games    | 2005              |
| 3      |                 |                   | Darkest Dawn      | 2005              |

### Ghosts of Fear Street (Fear Street Geisterstunde / Schattenwelt)
Ghosts of Fear Street richtet sich an eine jüngere Zielgruppe; ähnlich wie Stines Gänsehaut. So taucht in diesen Bänden Übernatürliches auf.
Sämtliche Bücher der Ghosts of Fear Street-Reihe wurden nicht von Stine selbst verfasst, sondern von anderen Autoren (sog. Ghostwriter). So wird auch auf den ersten Seiten der Bücher angegeben, erzählt von... .
| Nummer | Deutscher Titel                                         | Erschienen (Jahr) | Originaltitel                                                                                    | Erzählt von         | Erschienen (Jahr) |
| ------ | ------------------------------------------------------- | ----------------- | ------------------------------------------------------------------------------------------------ | ------------------- | ----------------- |
| 1      | Schattenwelt Ich krieg dich doch!                       | 1999              | Hide and Shriek                                                                                  | Emily James         | 1995              |
| 2      | Schattenwelt Die Geisterlehrerin                        | 1999              | Who's Been Sleeping in My Grave?                                                                 | Stephen Roos        | 1995              |
| 2      | Fear Street Geisterstunde Schulstunde des Grauens       | 2004              | Who's Been Sleeping in My Grave?                                                                 | Stephen Roos        | 1995              |
| 3      | Fear Street Geisterstunde Es wächst und beißt!          | 2003              | The Attack of the Aqua Apes                                                                      | A.G. Cascone        | 1995              |
| 4      | Schattenwelt Albtraum in 3-D                            | 2000              | Nightmare in 3-D                                                                                 | Gloria Hatrick      | 1996              |
| 5      | Schattenwelt Das unheimliche Baumhaus                   | 1999              | Stay Away From the Treehouse                                                                     | Lisa Eisenberg      | 1996              |
| 5      | Fear Street Geisterstunde Im Wald der Gefahren          | 2004              | Stay Away From the Treehouse                                                                     | Lisa Eisenberg      | 1996              |
| 6      | -                                                       | -                 | Eye of the Fortuneteller                                                                         | A.G. Cascone        | 1996              |
| 7      | Schattenwelt Das Gruselmuseum                           | 2002              | Fright Knight                                                                                    | Connie Laux         | 1996              |
| 7      | Fear Street Geisterstunde Der Schreckensritter          | 2005              | Fright Knight                                                                                    | Connie Laux         | 1996              |
| 8      | Schattenwelt Fatale Neugier                             | 2000              | The Ooze                                                                                         | Stephen Roos        | 1996              |
| 9      | Fear Street Geisterstunde Die Rache der Schattenmonster | 2003              | Revenge of the Shadow People                                                                     | Jahnna N. Malcolm   | 1996              |
| 10     | Schattenwelt Monsteralarm!                              | 2002              | The Bugman Lives!                                                                                | Carol Gorman        | 1996              |
| 11     | Fear Street Geisterstunde In den Fängen der Zauberin    | 2003              | The Boy Who Ate Fear Street                                                                      | Stephen Roos        | 1996              |
| 12     | Schattenwelt Das magische Amulett                       | 2001              | Night of the Werecat                                                                             | Katherine Lance     | 1996              |
| 12     | Fear Street Geisterstunde Nachts geht es auf die Jagd   | 2005              | Night of the Werecat                                                                             | Katherine Lance     | 1996              |
| 13     | Schattenwelt Nacht der Verwandlung                      | 2000              | How To Be a Vampire                                                                              | Katy Hall           | 1996              |
| 13     | Fear Street Geisterstunde Gib Acht um Mitternacht!      | 2004              | How To Be a Vampire                                                                              | Katy Hall           | 1996              |
| 14     | Schattenwelt Aliens unter uns                           | 2001              | Body Switchers from Outer Space                                                                  | Nina Kiriki Hoffman | 1996              |
| 14     | Fear Street Geisterstunde Verhängnisvolle Verwandlung   | 2005              | Body Switchers from Outer Space                                                                  | Nina Kiriki Hoffman | 1996              |
| 15     | Fear Street Geisterstunde Mitternacht am Friedhofstor   | 2003              | Fright Christmas                                                                                 | Stephen Roos        | 1996              |
| 16     | -                                                       | -                 | Don't Ever Get Sick at Granny's                                                                  | Jahnna N. Malcolm   | 1997              |
| 17     | Fear Street Geisterstunde Hilfe, Poltergeister!         | 2003              | House of a Thousand Screams                                                                      | P. MacFearson       | 1997              |
| 18     | Schattenwelt Der Club der 13                            | 2001              | Camp Fear Ghouls                                                                                 | Jahnna N. Malcolm   | 1997              |
| 18     | Fear Street Geisterstunde Gefährliche Mutproben         | 2006              | Camp Fear Ghouls                                                                                 | Jahnna N. Malcolm   | 1997              |
| 19     | Schattenwelt Verhängnisvolle Flaschenpost               | 2000              | Three Evil Wishes                                                                                | Carolyn Crimi       | 1997              |
| 19     | Fear Street Geisterstunde Das Grauen aus der Flasche    | 2006              | Three Evil Wishes                                                                                | Carolyn Crimi       | 1997              |
| 20     | Fear Street Geisterstunde Im Haus der Hexe              | 2003              | Spell of the Screaming Jokers                                                                    | Kathy Hall          | 1997              |
| 21     | Schattenwelt Schwimm um dein Leben                      | 2001              | The Creature from Club Lagoona                                                                   | Gloria Hatrick      | 1997              |
| 22     | -                                                       | -                 | Field of Screams                                                                                 | P. MacFearson       | 1997              |
| 23     | Schattenwelt Spukhaus in der Fear Street                | 2001              | Why I'm Not Afraid of Ghosts                                                                     | Nina Kiriki Hoffman | 1997              |
| 23     | Fear Street Geisterstunde Die Geistervilla              | 2005              | Why I'm Not Afraid of Ghosts                                                                     | Nina Kiriki Hoffman | 1997              |
| 24     | -                                                       | -                 | Monster Dog                                                                                      | Rick Surmacz        | 1997              |
| 25     | Schattenwelt Geisterfluch an Halloween                  | 2001              | Halloween Bugs Me!                                                                               | Barbara Joyce       | 1997              |
| 25     | Fear Street Geisterstunde Der Fluch der Kuscheltiere    | 2004              | Halloween Bugs Me!                                                                               | Barbara Joyce       | 1997              |
| 26     | -                                                       | -                 | Go to Your Tomb – Right Now!                                                                     | Carolyn Crimi       | 1997              |
| 27     | -                                                       | -                 | Parents from the 13th Dimension                                                                  | Katy Hall           | 1997              |
| 28     | -                                                       | -                 | Hide and Shriek II                                                                               | Emily James         | 1998              |
| 29     | -                                                       | -                 | The Tale of the Blue Monkey                                                                      | Elizabeth Winfrey   | 1998              |
| 30     | -                                                       | -                 | I Was a Sixth-Grade Zombie                                                                       | Nina Kiriki Hoffman | 1998              |
| 31     | -                                                       | -                 | Escape of the He-Beast                                                                           | Page McBrier        | 1998              |
| 32     | -                                                       | -                 | Caution: Aliens At Work                                                                          | Kathryn Lance       | 1998              |
| 33     | -                                                       | -                 | Attack of the Vampire Worms                                                                      | Catherine Hapka     | 1998              |
| 34     | -                                                       | -                 | Horror Hotel - Part I: The Vampire Checks in                                                     | Emily James         | 1998              |
| 35     | -                                                       | -                 | Horror Hotel - Part II: Ghost in the Guest Room                                                  | Melinda Metz        | 1998              |
| 36     | -                                                       | -                 | The Funhouse of Dr. Freek Anmerkung: Es ist fraglich, ob dieser Band jemals veröffentlicht wurde | unbekannt           | 1998 (?)          |

## Doppelbände

### Fear Street
- Als das Grauen begann: Bruderhass. Todesengel und Feuerfluch (hierbei handelt es sich um einen Dreifachband, Bd. 61, ISBN 9783785580110)
- Atem des Todes: Im Visier und Die Falle (Bd. 41, ISBN 9783785567593)
- Blutige Albträume: Der Filmstar und Blutiger Kuss (Bd. 55, ISBN 9783785576748)
- Erbe der Hölle: Die Mutprobe und Die Wette (ISBN 9783785564592)
- Ferien des Schreckens: Der Ferienjob und Sonnenbrand (bzw. Die Todesklippe, Bd. 52, ISBN 9783785574652)
- Finstere Rache: Die Todesparty und Teuflische Schönheit (Bd. 60, ISBN 9783785577790)
- Freundschaft des Bösen: Eifersucht und Besessen (ISBN 9783785560716)
- Frosthauch des Todes: Eiskalte Erpressung und Mörderische Verabredung (Bd. 44, ISBN 9783785570913)
- Gefährliches Vertrauen: Ahnungslos und  Ausgelöscht (Bd. 56, ISBN 9783785576731)
- Geheimnis des Grauens: Der Augenzeuge und Teufelskreis (ISBN 9783785559734)
- Höllisches Vermächtnis: Eiskalter Hass und Die Mitbewohnerin (Bd. 54, ISBN 9783785574294)
- Klauen des Todes: Mörderische Krallen und Mondsüchtig (Bd. 33, ISBN 9783785562147)
- Mörderische Freundschaft: Teuflische Freundin und Tödliche Botschaft (Bd. 51, ISBN 9783785570791)
- Mörderische Vergeltung: Eiskalte Vergeltung und Mörderischer Tanz (ISBN 9783785580370)
- Mörderische Verwechslung: Das Geständnis (bzw. Zugeschneit) und Die Stiefschwester (Bd. 14, ISBN 9783785567524)
- Nacht der Schreie: Das Camp und Das Verhängnis (ISBN 9783785560723)
- Nacht der Vergeltung: Rachsüchtig (bzw. Halloween) und Das Skalpell (Bd. 39, ISBN 9783785577387)
- Opfer der Nacht: Der Sturm und Eingeschlossen (ISBN 9783785562130)
- Rache des Bösen: Mörderische Gier und Racheengel (Bd. 28, ISBN 9783785559710)
- Rache ist tödlich: Tödliche Lüge und Tödlicher Beweis (Bd. 42, ISBN 9783785567609)
- Schule der Albträume: Schulschluss und Prüfungsangst (ISBN 9783785559727)
- Spiel des Schreckens: Risiko und Lampenfieber (Bd. 27, ISBN 9783785559703)
- Spur des Grauens: Ohne jede Spur und Die Tramperin (Bd. 46, ISBN 9783785572252)
- Stadt des Grauens: Der Aufreißer und Der Angeber (bzw. Mord im Mai, Bd. 59, ISBN 9783785575451)
- Stimmen der Finsternis: Jagdfieber und Falsch verbunden (Bd. 40, ISBN 9783785579138)
- Straße der Albträume: Die Schlafwandlerin und Der silberne Dolch (ISBN 9783785549971)
- Straße des Schreckens: Brandnarben und Tödlicher Tratsch (Bd. 22, ISBN 9783785557792)
- Teuflischer Hass: Mordnacht und Blutiges Casting (ISBN 9783785573655)
- Vermächtnis der Angst: Schuldig und Tödliche Liebschaften (Bd. 47, ISBN 9783785572269)

### Das Original zur Netflix-Adaption
- Der Anfang: Teuflische Schönheit und Schuldig (ISBN 9783743212527)
- Die Rückkehr: Der Augenzeuge und Ohne jede Spur (ISBN 9783743212534)
- Die Rache: Eiskalter Hass und Rachsüchtig (ISBN 9783743215009)
- Das Grauen: Falsch verbunden und Die Schlafwandlerin (ISBN 9783743214996)

### Fear Street - Geisterstunde
- Tanz der Geister: Der Fluch des Jokers, Das unheimliche Baumhaus und Die Geisterlehrerin (ISBN 9783785544228)
- Geschöpfe der Finsternis: Ich krieg dich doch!, Albtraum in 3-D und Der Club der 13 (ISBN 9783785551936)
- Angriff der Monster: Monsteralarm!, Schwimm um dein Leben! und Der Fluch der Kuscheltiere (ISBN 9783785555613)
- Der Fluch des Jokers: Der Fluch des Jokers und Die Geisterlehrerin (ISBN 9783785535189)
- Krallen der Finsternis: Nachts geht es auf Jagd und Fatale Neugier (ISBN 9783785546949)
- Ungeheuer der Nacht: Verhängnisvolle Verwandlung und Die Nacht der Verwandlung (ISBN 9783785542187)

## Filmadaptionen
Am 9. Oktober 2015 wurde bekanntgegeben, dass 20th Century Fox und Chernin Entertainment an einem Film basierend auf die Buchreihe arbeiten. Am 13. Juli 2017 gab Variety bekannt, dass Leigh Janiak die Regie in der Trilogie führen wird. Im Frühjahr 2019 wurde die Besetzung für die Trilogie bekanntgegeben. Unter anderem spielen Kiana Madeira, Olivia Welch sowie Benjamin Flores, Jr. die Hauptrollen im ersten Teil. Am 19. März 2019 starteten die Dreharbeiten des ersten Teiles in East Point, Georgia. Die Dreharbeiten der gesamten Filmreihe endeten im September 2019. Am 7. April 2020, gab Chernin Entertainment bekannt, dass der gemeinsame Vertrieb der Filme mit 20th Century Fox beendet wurde und dass die Trilogie stattdessen von Netflix vertrieben wird. Netflix gab am 17. Mai 2021 bekannt, dass die Filmreihe vom 2. Juli bis zum 16. Juli 2021 wöchentlich veröffentlicht wird.
| Titel                      | Dauer (Min.) | Veröffentlicht |
| -------------------------- | ------------ | -------------- |
| Fear Street – Teil 1: 1994 | 107          | 2. Juli 2021   |
| Fear Street – Teil 2: 1978 | 110          | 9. Juli 2021   |
| Fear Street – Teil 3: 1666 | 113          | 16. Juli 2021  |